# 莫尼加德尔加尔达
莫尼加德尔加尔达（義大利語：Moniga del Garda），是意大利布雷西亚省的一个市镇。总面积9平方公里，人口2437人，人口密度270.8人/平方公里（2009年）。国家统计（ISTAT）代码为017109。